# Cinema Transcendental
Cinema Transcendental è un album in studio del cantautore brasiliano Caetano Veloso, pubblicato nel 1979.

## Tracce
Testi e musiche di Caetano Veloso, eccetto dove indicato.

1. Lua de São Jorge – 3:57
2. Oração ao Tempo – 3:25
3. Beleza Pura – 3:30
4. Menino do Rio – 2:28
5. Vampiro – 4:03 (Jorge Mautner)
6. Elegia – 2:19 (Péricles Cavalcanti, Augusto de Campos)
7. Trilhos Urbanos – 2:46
8. Louco por Você – 7:40
9. Cajuína – 2:20
10. Aracaju – 2:23 (Tomás Improta, Vinícius Cantuária, Caetano Veloso)